# ترمال
ترمال (به ترکی استانبولی: Termal) یک منطقهٔ مسکونی در ترکیه است که در استان یالوا واقع شده‌است.